# Алатир (митологија)
У руском фолклору то је свети камен, „отац свих камења“,  пупак земље, који садржи света слова и обдарен лековитим својствима. 
У Књизи голубова, Алатир је повезан са олтаром који се налази у „пупку света“, усред Светског океана, на острву Бујан. На њему стоји Светско дрво. Камен је обдарен лековитим и магичним својствима. Духовни стихови описују како „испод белог-алатир-камена“ извире чудесан извор који целом свету даје „храну и исцељење“. Алатир чувају мудра змија Гарафена и птица Гагана. 

## Етимологија
Камен се обично назива Алатир (рус. ала́тырь), Алабор (рус. ала́бор), Алабир (рус. ала́бы́рь) или Латир (рус. ла́тырь), а понекад и бели камен или плави камен. Алатир има непознату етимологију. Назив се пореди са речју „олтар“  и са градом Алатиром.
Према речима Олега Трубачова, реч алатир је словенског порекла и сродна је руској речи за ћилибар: янтарь. Према Виктору Мартинову, реч алатир потиче од иранског *al-atar, буквално „бели гори“, а епитет бели камен је калк првобитног имена камена.

## У књижевности
У руском фолклору то је свети камен, „отац свих камења“,  пупак земље, који садржи света слова који је обдарен лековитим својствима.  Иако се име Алатир појављује само у источнословенским изворима, свест о постојању таквог камена постоји у разним крајевима где живе Словени. Често се помиње у причама, а у љубавним чаролијама се помиње као „моћна сила којој нема краја“.
У пољској народној култури и језику камен се налази на граници светова, изван места људског боравка. На камену се дешавају ствари везане за промену или стање чекања на промене. Симболизује центар света и прелазак из једног света у други, везује се за мртве и зле духове. У народном предању овај камен се назива бели камен, сиви камен, златни камен, морски камен, небески/рајски камен, а ређе црни камен.  Повезан је са плодношћу, смрћу (Исус умире на камену) и лежи негде далеко (иза града, иза села, у рају).  Златни камен се јавља углавном у свадбеним и љубавним песмама, ређе у другим и најчешће се јавља уз љиљан (свадбени цвет).  Божје ноге су камење на коме су Исус, Богородица или свеци оставили своје трагове, отиске руку или предмета (нпр. Марија се спотакнула и оставила траг на камену; Свети Адалберт је учио на камену и оставио траг отисака стопала). Ово камење се директно назива олтарима, на њима се приносе жртве, уграђују се у цркве или црквене олтаре; сматрају се светим и имају исцелитељску моћ.  У пољском фолклору постоји и ђавољи камен и као такав се не појављује у другим културама осим у словенским. Овај камен лежи у иностранству у далеким земљама, али уместо благостања доноси несрећу. Народно предање не говори о пореклу камена, већ о томе да га је донео ђаво да сруши цркву, замак или другу грађевину. 

## У популарној култури
- Легенда о младом бојарском војводи Степановичу (У тој богатој Индији...).
- Песма К. Балмонта, Алатирски камен (1906).
- Кратка прича Јевгенија Замјатина, Алатир (1914).[10]

Старословенске приче говоре о „белом запаљеном камену на Бујану“, вероватно мислећи на Алатир.
У летонским, белоруским и руским лековитим чаролијама, гавран се призива као животиња која помаже, он бива позван да однесе болест од болесних, одлети у океан и остави болест на белом или сивом камену. У руском шарму, овај камен се изричито назива "Латир-камен".